# 레 움베르토역
레 움베르토 역 (Re Umberto)은 토리노 지하철의 역이다. 2007년 10월 5일 노선 2차 연장 개통으로 문을 열었다. 비토리오 에마누엘레 2세 가 (corso Vittorio Emanuele II)와 레 움베르토 가 (corso Re Umberto)의 교차로에 위치해 있다.
레 움베르토 역의 승강장에는 우고 네스폴로의 데칼코마니 작품이 전시되어 있는데, 이탈리아의 국왕 움베르토 1세 재위 당시 있었던 중요한 순간들을 묘사해 놓았다.

## 시설
- 매표기
- 장애인 접근시설
- 엘레베이터
- 에스컬레이터
- CCTV 감시카메라